# Dal van de Molenbeek
Dal van de Molenbeek, ook wel Everland genoemd, is de naam van een natuurgebied langs de oevers van de Watermolenbeek. Het gebied meet 120 ha, is gelegen tussen Roosendaal en Nispen, en is in bezit van Staatsbosbeheer.
Het gebied bestaat uit vochtige beemden langs de Watermolenbeek. Er zijn knotbomen en oude drinkpoelen te vinden, en ook is er jonge loofbosaanplant.
Voordat, omstreeks 1930, de Watermolenbeek werd gekanaliseerd, was vooral het zuidelijk deel van het gebied een ontoegankelijk moeras. Ook door ruilverkavelingen is het gebied aangetast en zijn houtwallen gekapt.
Tegenwoordig wordt één derde deel van het gebied als hooiland beheerd, en twee derde als weiland. In het gebied komt bosanemoon, holpijp en klimopwaterranonkel voor.